# Dioscoreales
Ordre
L'ordre des Dioscoreales regroupe des plantes monocotylédones. Réactualisé par la classification phylogénétique, il regroupe des plantes précédemment placées dans l’ordre des Liliales.
En classification phylogénétique APG II (2003) et en classification phylogénétique APG III (2009) il comprend :
- ordre Dioscoreales
  - famille des Burmanniaceae (inclus la famille des Thismiaceae)
  - famille des Dioscoreaceae (inclus les familles des Taccaceae et des Trichopodaceae)
  - famille des Nartheciaceae

En classification phylogénétique APG (1998) il comprend :
- ordre Dioscoreales
  - famille des Burmanniaceae
  - famille des Dioscoreaceae
  - famille des Taccaceae
  - famille des Thismiaceae
  - famille des Trichopodaceae

## Liste des familles
Selon la classification phylogénétique APG III (2009) et Catalogue of Life (29 décembre 2017) :
- famille des Burmanniaceae
- famille des Dioscoreaceae
- famille des Nartheciaceae

Selon BioLib (29 décembre 2017), ITIS (29 décembre 2017) et NCBI (29 décembre 2017) :
- famille des Burmanniaceae Blume, 1827
- famille des Dioscoreaceae R.Br., 1810
- famille des Nartheciaceae Fr. ex Bjurzon, 1846
- famille des Taccaceae Dumort., 1829
- famille des Thismiaceae J.Agardh, 1858

Selon Paleobiology Database (29 décembre 2017) :
- famille des Dioscoreaceae
- famille des Smilacaceae